# Khúc côn cầu trên băng
Khúc côn cầu trên băng hay ice hockey là một môn thể thao đồng đội chơi trên băng, trong đó người tham gia sử dụng cây gậy của mình để đánh bóng vào lưới đối phương. Đó là một môn thể thao vận động với tốc độ di chuyển nhanh. Khúc côn cầu trên băng phổ biến nhất trong các khu vực đủ lạnh để tạo thành lớp băng theo mùa với độ cứng an toàn một cách tự nhiên, như ở nước Canada, Cộng hòa Séc, Latvia, Scandinavia, Phần Lan, Nga, Slovakia, Slovenia, Đức, Áo, Thụy Sĩ và khu vực nằm ở vĩ độ phía Bắc của Hoa Kỳ. Với sự ra đời của sân băng nhân tạo trong nhà, Khúc côn cầu trên băng đã trở thành một trò tiêu khiển quanh năm trong các vùng này. Ở Bắc Mỹ, Giải Khúc côn cầu trên băng nhà nghề Bắc Mỹ (National Hockey League) là giải cao nhất dành cho nam. Cả giải Liên đoàn Khúc côn cầu Phụ nữ Canada (Canadian Women's Hockey League) và giải Liên đoàn Khúc côn cầu Phụ nữ phương Tây (Western Women's Hockey League) là giải cao nhất dành cho phái nữ. Đây là môn thể thao mùa đông quốc gia chính thức của Canada, tại quốc gia này khúc côn cầu trên băng rất được ưa chuộng và phổ biến.
Có tổng cộng 68 thành viên trong Liên đoàn Khúc côn cầu Quốc tế (International Ice Hockey Federation), tuy nhiên 162 trong tổng số 177 huy chương tại Giải vô địch Thế giới Liên đoàn Khúc côn cầu Quốc tế thuộc về bảy quốc gia: Canada, Cộng hòa Séc, Phần Lan, Nga, Slovakia, Thụy Điển và Hoa Kỳ. Trong số 64 huy chương được trao trong cuộc thi của nam giới ở Thế vận hội từ năm 1920 trở về sau, chỉ có sáu huy chương không thuộc về một trong bảy nước trên. Tất cả 12 huy chương Thế vận hội và 36 huy chương Giải vô địch Khúc côn cầu nữ Thế giới đều thuộc về một trong bảy quốc gia, và mỗi huy chương vàng trong cả hai cuộc thi đều do Canada hoặc Hoa Kỳ đem về.

## Luật chơi

Hình ảnh mặt sân băng truyền thống để thi đấu.

Sân thi đấu NHL

Khúc côn cầu trên băng được chơi trên sân băng. Trong trận đấu bình thường, mỗi bên có 6 cầu thủ, trong đó có 1 thủ môn. Mục tiêu của trò chơi là đưa quả puck (tương tự quả bóng nhưng có dạng đĩa dẹt) vào trong lưới của đối thủ để ghi bàn. Các cầu thủ sử dụng gậy để chuyền hoặc dứt điểm.
Các cầu thủ mỗi đội bao gồm 3 tiền đạo, 2 hậu vệ, 1 thủ môn. Vị trí tiền đạo (forward) bao gồm 2 tiền đạo cánh trái và phải (left wing – LW và right wing – RW), và một tiền đạo trung tâm (center – C). Các tiền đạo thường chơi theo một tổ 3 người và thường ở trên sân cùng lúc. Các hậu vệ cũng thường chơi theo cặp.